# Macronyx ameliae
Sentinela-de-garganta-rosada ou sentinela-vermelho (Macronyx ameliae) é uma espécie de ave da família Motacillidae.
Pode ser encontrada nos seguintes países: Angola, Botswana, República Democrática do Congo, Quénia, Malawi, Moçambique, Namíbia, África do Sul, Tanzânia, Zâmbia e Zimbabwe.
Os seus habitats naturais são: campos de gramíneas de baixa altitude subtropicais ou tropicais sazonalmente húmidos ou inundados.